# Leinstrand, Møre og Romsdal
Leinstrand (eller Leine) är en tätort i Herøy kommun i Møre og Romsdal fylke i västra Norge. Orten ligger vid fylkesväg 5876, norr om fylkesväg 654, på den västra sidan av ön Leinøya.